# Libero Bigiaretti
Libero Bigiaretti, né à Matelica le 16 mai 1905 (ou 1906) et mort à Rome le 3 mai 1993 , est un écrivain et poète italien.

## Biographie
Il obtient le prix Viareggio en 1968 pour La controfigura (La Contre-image)

## Œuvres traduites en français
- La Contre-image [« La controfigura »], trad. d’Uccio Esposito Torrigiani, Paris, Éditions Denoël, coll. « Arc-en-ciel », 1972, 192 p. (BNF 35438801)
- La Maladie, trad. par Jean-Pierre Pisetta, Paris, Éditions Allia, 2021, 80 p. (ISBN 979-10-304-1369-4)